# Kostel svatých Andělů strážných (Stražisko)
Kostel svatých Andělů strážných ve Stražisku je barokní stavba na střední Moravě, která je chráněna jako kulturní památka České republiky. Je farním kostelem římskokatolické farnosti Stražisko a poutním místem.

## Historie
Na místě původní středověké tvrze v obci Stražisko vybudovali jeho majitelé, premonstráti z kláštera Hradisko u Olomouce za opata Roberta Sancia v roce 1728 barokní kostel. Při stavbě bylo použito zdiva původního hradu, který skoro zmizel z povrchu. Dnes zbyly pouze fragmenty a není možné vůbec určit jeho dispozici. Kopec byl nazván Kalvárie a nachází se na něm 14 kapliček křížové cesty, kterou roku 1858 nechal zbudovat majitel panství Karel Příza.